# Jože Žabkar (pravnik)
Jože Žabkar, slovenski pravnik in politik, * 22. julij 1915, Velika vas pri Krškem, † ?

## Življenje in delo
Po končani ljudski šoli v Leskovcu pri Krškem je v Šentvidu pri Ljubljani končal klasično gimnazijo. Nato je študiral pravo na Pravni fakulteti v Ljubljani in marca 1941 diplomiral. Kmalu po diplomi se je zaposlil kor zidarski pomočnik pri gradbenem podjetju Živec v Ljubljani, kasneje pa je delal kot progovni delavec na železnici. Že leta 1941 se je povezal z narodnoosvobodilnim gibanjem in v njem organizirano delal do maja 1945. Partizanom se je pridružil septembra 1943. Tu je ves čas do osvoboditve delal v pravni stroki. Demobiliziran je bil v činu majorja. Po osvoboditvi je bil imenovan za okrožnega javnega tožilca v Celju (1945-1947), nato je bil javni tožilec v  Ajdovščini in Postojni (1947-1948) ter v Mariboru (1948-1959). Sredi oktobra 1959 se je zaposlil na sodišču v Kopru in tu delal 20 let vse do upokojitve leta 1979. V vsem tem obdobju je poleg službe opravljal še druge funkcije. Med drugim je bil predsednik okrajne volilne komisije, član republiške volilne komisije, več mandatov predsednik Društva pravnikov v Kopru in drugo. Deloval je tudi v konjeniškem športu. V letih 1951−1959 je bil predsednik Konjeniškega kluba Maribor. V republiški in jugoslovanski konjeniški zvezi je prav tako opravljal številne funkcije. Za udeležbo v narodnoosvobodilni borbi in za delo po vojni je prejel več odlikovanj, pohval in priznanj.

## Odlikovanja in priznanja
- red za hrabrost
- red za vojaške zasluge s srebrnimi meči
- red Republike s srebrnim vencem
- red zaslug za ljudstvo s srebrnimi žarki
- red bratstva in enotnosti s srebrnim vencem
- red dela z rdečo zastavo

Za delovanje v konjeniškem športu pa je leta 1987 prejel Bloudkovo plaketo.